# Sonate K. 12
Pour les articles homonymes, voir K12.
Pour un article plus général, voir Essercizi per gravicembalo.
La sonate K. 12 (F.528/L.489) en sol mineur est une œuvre pour clavier du compositeur italien Domenico Scarlatti. C'est la douzième sonate du seul recueil publié du vivant de l'auteur, les Essercizi per gravicembalo (1738), qui contient trente numéros.

## Présentation
La sonate en sol mineur K. 12 est notée Presto. C'est une toccata rapide qui ne ménage aucun répit à l'interprète, avec des répétitions et de périlleux sauts sur deux octaves.

## Manuscrits et éditions
L'œuvre est imprimée dans le recueil des Essercizi per gravicembalo publié sans doute à Londres en 1738. Une copie manuscrite apparaît dans Venise XIV 59 (parfaitement conforme à l'édition) et dans un manuscrit d'origine espagnole, conservé depuis 2011, à la Morgan Library, coll. Mary Flagler Cary ID 316355, ms. 703, no 3 (1756),.

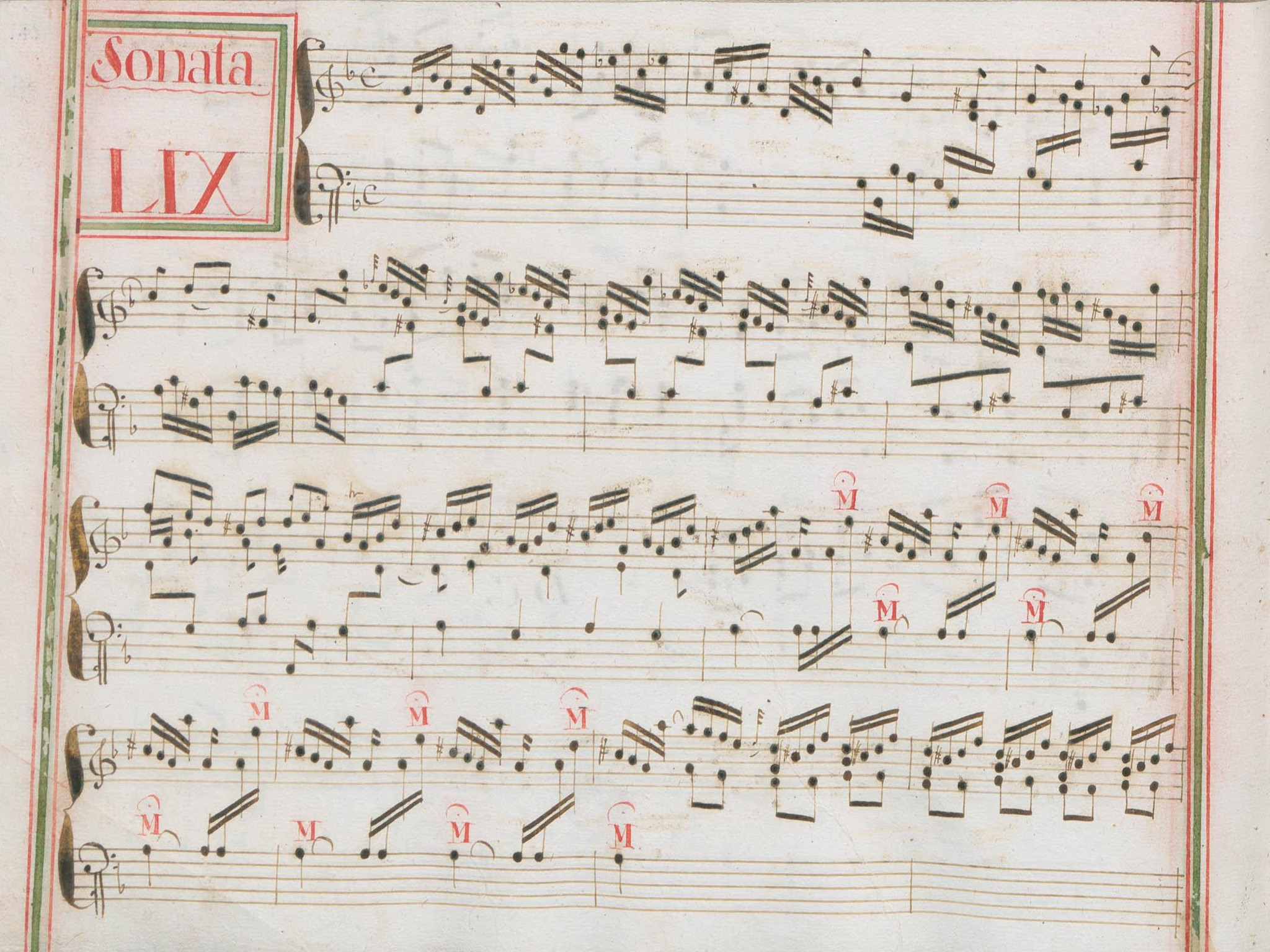
Venise XIV 59.
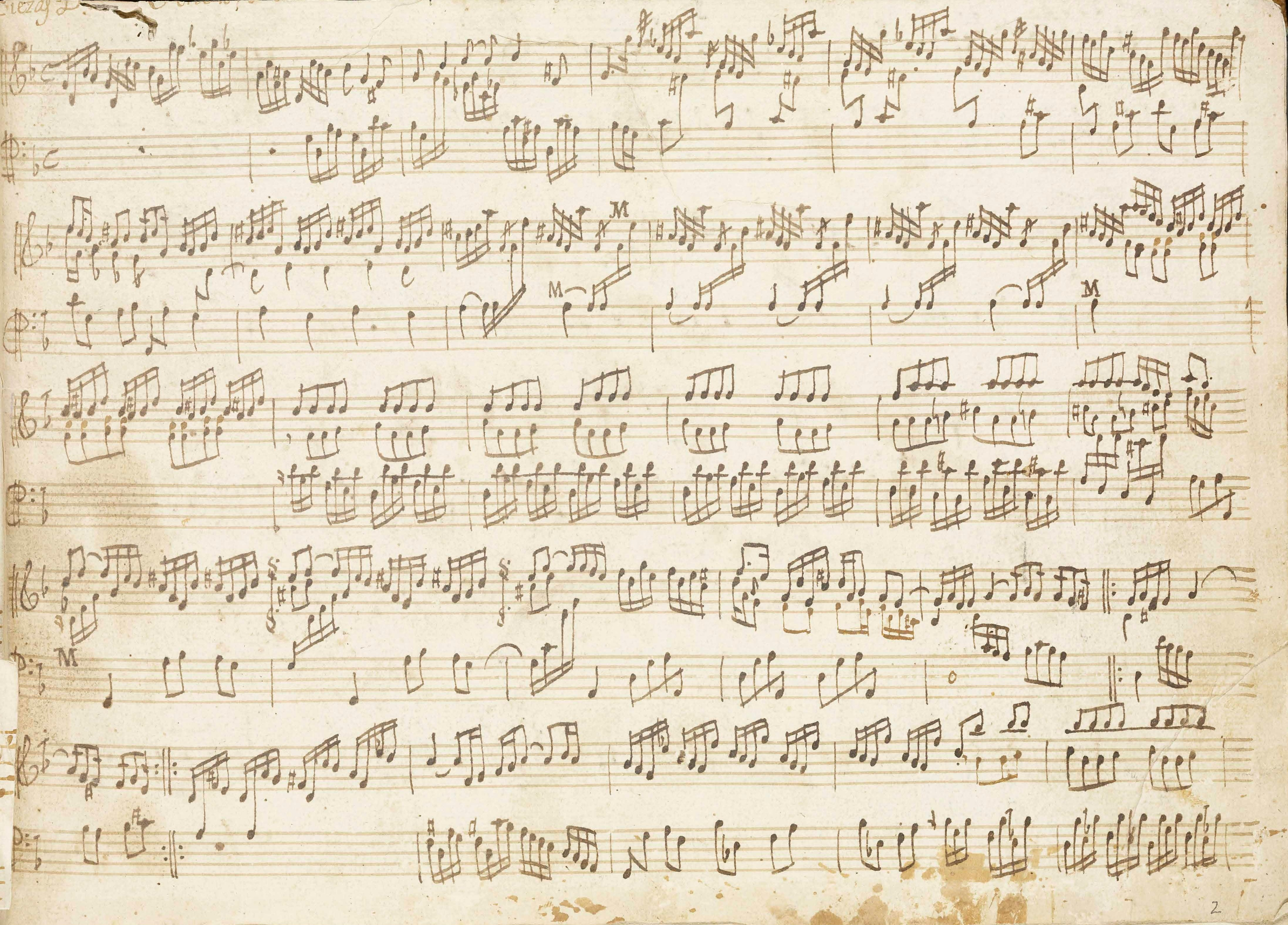
Ms. Cary 703, 3.

## Interprètes
La sonate K. 12 est interprétée au piano notamment par Ievgueni Soudbine (2004), Carlo Grante (2009, Music & Arts, vol. 1), Michelangelo Carbonara (2009, Brilliant Classics), Alice Ader (2010, Fuga Libera) et Sergio Gallo (fi) (2022, Naxos vol. 27) ; au clavecin par Scott Ross (1976, Still et 1985, Erato), Joseph Payne (1990, BIS), Laura Alvini (1990, Nuova Era), Ottavio Dantone (2002, Stradivarius, vol. 8), Kenneth Weiss (2007, Satirino), Pierre Hantaï (2020, Mirare) et Hank Knox (2021, Leaf Music). Vincent Boucher l'a enregistrée à l'orgue en 2005 pour le label Atma.

## Sources
: document utilisé comme source pour la rédaction de cet article.
- Ralph Kirkpatrick (trad. de l'anglais par Dennis Collins), Domenico Scarlatti, Paris, Lattès, coll. « Musique et Musiciens », 1982 (1re éd. 1953 (en)), 493 p. (OCLC 954954205, BNF 34689181).
- Alain de Chambure, « Domenico Scarlatti : Intégrale des sonates — Scott Ross », p. 172–175, Erato (2564-62092-2), 1985 (OCLC 891183737) .
- (en) Jacqueline Esther Ogeil (thèse de doctorat), Domenico Scarlatti : a contribution to our understanding of his sonatas through performance and research, University de Newcastle, 2006, 169 p. (lire en ligne), p. 157.
- (es) Celestino Yáñez Navarro (thèse), Nuevas aportaciones para el estudio de las sonatas de Domenico Scarlatti. Los manuscritos del Archivo de Música de las Catedrales de Zaragoza, Universitat Autònoma de Barcelona, 2016 (lire en ligne)